# Čreta, Vransko
Čreta je naselje v Občini Vransko.

## Lega
Osrednjemu delu Dobroveljske planote nad Vranskim z višino okoli 1000 mnm, ki je reliefsko izoblikovana v ozko gozdnato in travnato sleme v smeri vzgod-zahod je ime Čreta. Zahodni del planote je nekoliko nižji (okoli 920 mnm); tukaj stoji na obrežni gozdnati jasi majhna lesena cerkev sv. Katarine v njeni bližini pa je kmetija Zakrajšek. Na višjem vzhodnem delu planote, kjer v gozdu stoji spomenik padlim borcem NOV pa nekoliko nižje pod spomenikom stoji znana romarska cerkev sv. matere božje ali Velika cerkev kakor ji pravijo domačini. Na južni strani Črete leži strnjeno gozdnato rastje imenovano Pod gozdom. Tam so leta 1972 postavili Planinski dom I. Štajerskega bataljona na Čreti.

## NOB
Blizu zakrajškove domačije je kamen kjer je vzidana spominska plošča v spomin na dogodke 26. oktobra 1941 ko je tu Štajerski partizanski bataljon bil prvo frontalno bitko na Štajerskem z nemškim okupatorjem.

## Evharistični križ na Toncovih pečinah
Leta 1935 je bil v Ljubljani Evharistični kongres in ob tem dogodku so postavili križ na Toncovih pečeh. Po 2. svetovni vojni so križ podrli, vendar je bil ponovno postavljen na prvotno mesto in v isti obliki leta 1995.